# Hans Pfaff
Hans Heinrich Ulrich Vitalis Pfaff (født 29. april 1824 i Erlangen, død 29. maj 1872 sammesteds) var en tysk matematiker og fysiker. Han var søn af Johann Wilhelm Pfaff og bror til Friedrich Pfaff.
Pfaff blev 1867 ekstraordinær og 1869 ordentlig professor i matematik i Erlangen. Hans hovedområde var projektiv geometri, som han behandlede i sin 1867 udkomne lærebog, Neuere Geometrie. Denne udgaves på ny 2006 i USA.